# Zugazaea
Zugazaea — рід грибів. Назва вперше опублікована 1998 року.

## Класифікація
До роду Zugazaea відносять 1 вид:
- Zugazaea agyrioides